# Трети армейски артилерийски полк
Трети армейски артилерийски полк е български артилерийски полк, формиран през 1890 година и взел участие в Балканската (1912 – 1913), Междусъюзническата (1913), Първата (1915 – 1918) и Втората световна война (1941 – 1945).

## История
Историята на полка започва на 11 януари 1890 година, когато е издадена заповедта за формиране на Шуменска крепостна батарея. Батареята е формирана със заповед 1891 с Министерска заповед № 252 и влиза в състава на 4-та пеша бригада. Взема участие в Балканската (1912 – 1913) и Междусъюзническата война (1913). Съгласно заповед №96 от 31 декември 1914 е преименуван на Шуменски крепостен артилерийски полк, след което участва в Първата световна война (1915 – 1918). На 19 октомври 1915 е преименуван на Втори шуменски тежък артилерийски полк.
На 1 декември 1920 г. полкът се реорганизира в Шуменски укрепен пункт и влиза в подчинение на инспектора на артилерията. През декември 1927 г. е пунктът е преименуван на Трети армейски артилерийски полк, като се състои от две тежки, една полка и една минохвъргачна батарея. Влиза в подчинение на 3-та военноинспецкионна област.
Полкът взема участие в двете фази на войната срещу Германия, като през втората фаза участва с 1/3 моторно артилерийско отделение, артилерийско измервателно отделение, звукомерна и топлосветломерна батарея.

## Наименования
През годините полкът носи различни имена според претърпените реорганизации:
- Шуменска крепостна батарея (11 януари 1890 – 27 декември 1891)
- Видински крепостен батальон (27 декември 1891 – 1 януари 1895)
- Шуменски крепостен батальон (1 януари 1895 – 31 декември 1914)
- Шуменски крепостен артилерийски полк (31 декември 1914 – 19 октомври 1915)
- Втори шуменски тежък артилерийски полк (19 октомври 1915 – 1 декември 1920)
- Шуменски укрепен пункт (1 декември 1920 – декември 1927)
- Трети армейски артилерийски полк (декември 1927 – 1953)
- Четиридесет и пети армейски артилерийски полк (1953 – 1963)

## Командири
- Майор Георги Сотиров (11 януари 1890 – 1892)
- Майор Стоян Владимиров (1892 – 1895)
- Майор (подполк. от 1898 г.) Христо Кушев (1 януари 1895 – 17 март 1900)
- Полковник Кръстю Бъчваров (17 март 1900 – 12 януари 1904)
- Полковник Нягул Цветков (12 януари 1904 – 12 януари 1907)
- Полковник Атанас Раковски (12 януари 1907 – 28 септември 1908)
- Полковник Велико Кърджиев (29 септември 1908 – 12 януари 1911)
- Подполковник (полк. от 01.04.1914 г.) Петко Вълчанов (12 януари 1911 – 21 април 1914)
- Полковник Антон Антонов (21 април 1914 – 27 януари 1915)
- Полковник Павел Шойлеков (28 януари 1915 – 25 септември 1915)
- Полковник Ангел Ангелов (от 25 септември 1915)
- Полковник Асен Даскалов (1 юни 1934 – 22 април 1935)
- Полковник Петър Крушев (1935 – 1936?)
- Полковник Димитър Кондаков (14 септември 1944 – 15 октомври 1944)
- Полковник Георги Кулев (от 15 октомври 1944)
- Подполковник Георги Евстатиев (1944 – 1944)